# 胡君福
胡君福（？—？），江办金匮人，清朝政治人物。例贡出身。
乾隆二十一年，擔任廣東廣州府永安縣知縣（現紫金縣知縣）。后由書圖接任。